# Wapen van Elden

Wapen van Elden

Het wapen van Elden is gepresenteerd op 21 september 1987 tijdens de opening van het postagentschap in Elden. Het is geen officieel erkend wapen maar een dorpswapen.

## Geschiedenis
Elden is gedurende het grootste deel van zijn geschiedenis onderdeel geweest van andere gemeenten en ambten, maar in 1813 was de plaats korte tijd een zelfstandige gemeente. Na de napoleontische tijd werden gemeenten in Nederland hersteld of nieuw gevormd. Elden was tijdens de Franse tijd onderdeel geweest van de mairie Huissen. 
In 1813 mocht Willem Roodbeen de eerste burgemeester van de zelfstandige gemeente Elden worden. Hij besloot geen wapen te voeren voor de nieuwe gemeente. Roodbeen werd ook de laatste burgemeester van Elden. Nadat de toenmalige burgemeester van Elst hem in 1816 tijdelijk verving, ging Elden in 1818 definitief over naar de gemeente Elst. Tot die gemeente hoorde Elden tot 1966, toen Elden onderdeel werd van Arnhem. Het oostelijk deel, Rijkerswoerd, ging in 1974 over naar de gemeente Arnhem.

## Blazoen
Het blazoen van het wapen van Elden luidt als volgt:
Het wapenschild is gedeeld en doorsneden met een gegolfde dwarsbalk in goud, welke de Nederrijn symboliseert. Het eerste kwartier bevat het wapen van Huissen met de zwaan in zilver op een bed van keel. Het tweede kwartier bevat het wapen van Arnhem met de tweekoppige adelaar in zilver op een azuren veld. Het derde kwartier, drie pruimenbomen in zilver op een azuren veld, staat symbool voor het dorp en geeft Elden aan als fruit- en tuingebied. Deze symbolisering komt terug in de vlag van Elden. Het vierde kwartier bevat het wapen van Elst met het zilveren kruis in een veld van keel, de klimmende Gelderse leeuw in goud op een azuren veld en het schip in sabel op een gouden veld.

## Verwante wapens

Het wapen van Arnhem
Het wapen van Huissen
Het wapen van Elst
De vlag van Elden

Aalst · 
Ammerzoden · 
Angerlo · 
Appeltern · 
Batenburg · 
Beesd · 
Beltrum · 
Bemmel · 
Bergharen · 
Bergh · 
Beusichem · 
Borculo · 
Brakel · 
Buurmalsen · 
Deil · 
Didam · 
Dinxperlo · 
Dodewaard ·
Doornspijk ·
Dreumel ·
Driel ·
Echteld ·
Eibergen ·
Elst ·
Est en Opijnen ·
Everdingen ·
Ewijk ·
Gameren ·
Geesteren · 
Geldermalsen · 
Gendringen · 
Gendt ·
Groenlo ·
Groesbeek ·  
Haaften ·
Hedel ·
's-Heerenberg ·
Heerewaarden ·
Hemmen ·
Hengelo ·
Herwen en Aerdt ·
Herwijnen ·
Heteren ·
Heukelum ·
Hoevelaken ·
Horssen ·
Huissen ·
Hummelo en Keppel ·
Hurwenen  ·
Kerkwijk ·
Keppel ·
Kesteren ·
Laren · 
Lichtenvoorde ·
Lienden ·
Lingewaal · 
Maurik ·
Millingen aan de Rijn ·
Nederhemert ·
Neede ·
Neerijnen ·
Netterden ·
Niftrik ·
Nijbroek ·
Ophemert ·
Overasselt ·
Pannerden ·
Poederoijen · 
Renkum ·
Rijnwaarden ·
Rossum ·
Ruurlo ·
Steenderen ·
Terborg ·
Twello ·
Ubbergen ·
Valburg ·
Varik ·
Vorden ·
Vuren ·
Waardenburg ·
Wadenoijen ·
Wamel ·
Wehl ·   
Warnsveld ·
Wisch ·
Zeddam ·
Zelhem ·
Zoelen ·
Zuilichem 

Dorps-, heerlijkheids- en stadswapens: 

Acquoy 
· Baak 
· Barlham 
· Bredevoort 
· Doreweerd 
· Elden
· Enspijk 
· Gellicum 
· Groessen 
· Hakfort 
· Hellouw 
· IJzendoorn 
· Kell  
· Lede en Oudewaard 
· Lichtenberg 
· Loil 
· Maasbommel 
· Meijnerswijk 
· Meteren 
· Middagten 
· Rhenoy 
. Rumpt
· Tricht 
· Verwolde 
· Wildenborch